# جونگ یو مین
جونگ یو مین (کره‌ای: 정유민؛ زادهٔ ۱۰ ژوئیه ۱۹۹۱) بازیگر اهل کره جنوبی است.

## فیلم‌شناسی

### مجموعه تلویزیونی
| سال       | عنوان                | نقش               | توضیحات                          | منابع  |
| --------- | -------------------- | ----------------- | -------------------------------- | ------ |
| ۲۰۱۲      | سرزمین مقدس          | می گیونگ          | حضور افتخاری                     | [ ۲ ]  |
| ۲۰۱۲      | تولد یک خانواده      | جانگ می هی        | حضور افتخاری                     | [ ۲ ]  |
| ۲۰۱۳      | قصر خون: جنگ گل‌ها    | اون نیون          |                                  | [ ۳ ]  |
| ۲۰۱۴      | گپ دونگ              | لی جونگ سوک       | حضور افتخاری (قسمت ۱۴)           | [ ۴ ]  |
| ۲۰۱۴      | دزد قلب              | کیم یونگ می       |                                  | [ ۴ ]  |
| ۲۰۱۴      | عشق در دبیرستان      | کیم جو آه         |                                  | [ ۵ ]  |
| ۲۰۱۵      | سقوط به خاطر بی‌گناهی | یو یو می          |                                  | [ ۶ ]  |
| ۲۰۱۵      | پاسخ به ۱۹۸۸         | هی سوک            | حضور افتخاری (قسمت ۸)            | [ ۷ ]  |
| ۲۰۱۵      | به یادآور            | سونگ ها یونگ      | حضور افتخاری                     | [ ۸ ]  |
| ۲۰۱۶      | خانه شاد             | جی سو             |                                  | [ ۹ ]  |
| ۲۰۱۶      | آیینه جادوگر         | هوا جین           |                                  | [ ۱۰ ] |
| ۲۰۱۶      | دوران جوانی          | دانش آموز رقص     | حضور افتخاری                     | [ ۱۱ ] |
| ۲۰۱۶      | عشق در مهتاب         | وول هی            |                                  | [ ۱۲ ] |
| ۲۰۱۶      | دارودسته             | خودش              |                                  | [ ۱۳ ] |
| ۲۰۱۷      | سوپر فمیلی           | لی ته یی          | حضور افتخاری (قسمت ۱۲)           | [ ۱۴ ] |
| ۲۰۱۷      | قاضی در برابر قاضی   | هوانگ مین آه      |                                  | [ ۱۵ ] |
| ۲۰۱۸      | جراحان قلب           | به یو ری          |                                  | [ ۱۶ ] |
| ۲۰۱۸      | اتاق شماره ۹         | جوانی جانگ هوا سا |                                  | [ ۱۷ ] |
| ۲۰۱۹      | خانواده ناخواسته     | هوانگ سو جی       |                                  | [ ۱۸ ] |
| ۲۰۲۰      | کلاس ایته‌‌وون         | سو جونگ این       | حضور افتخاری (قسمت ۶)            | [ ۱۹ ] |
| ۲۰۲۰–۲۰۲۱ | پلی‌لیست بیمارستان    | جونگ اون بین      | حضور افتخاری (قسمت ۱–۲)          | [ ۲۰ ] |
| ۲۰۲۱      | کفش‌های قرمز          | کوان هه بین       |                                  | [ ۲۱ ] |
| ۲۰۲۲      | بیست و پنج بیست و یک | هوانگ بو می       | حضور افتخاری (قسمت ۱)            | [ ۲۲ ] |
| ۲۰۲۲      | عروس طوفان           | سو می نا          | حضور افتخاری (قسمت ۶، ۱۰، ۲۷–۲۸) | [ ۲۳ ] |
| ۲۰۲۲      | بادکنک قرمز          | جو اون سان        |                                  | [ ۲۴ ] |
| ۲۰۲۳      | انتقام ازدواج کامل   | هان یی جو         |                                  | [ ۲۵ ] |
| ۲۰۲۴      | ارتباط               | چوی جی یون        |                                  | [ ۲۶ ] |

### مجموعه اینترنتی
| سال  | عنوان   | نقش         | منابع  |
| ---- | ------- | ----------- | ------ |
| ۲۰۲۳ | سلبریتی | هان یو رانگ | [ ۲۷ ] |